# Eero Rydman
Hjalmar Erik (Eero Hjalmar) Rydman, född 19 augusti 1889 i Åbo, död 15 juni 1963 i Helsingfors, var en finländsk politiker. Rydman var Folkpensionsanstaltens första chefdirektör 1937–1944 och Helsingfors stadsdirektör (överborgmästare) mellan åren 1944 och 1956. Rydman var även Finska folkpartiets presidentkandidat år 1956.